# Макс Борн
Макс Борн (нім. Max Born; 11 грудня 1882 — 5 січня 1970) — німецький фізик-теоретик.
Член Лондонського королівського товариства, член Геттінгенської академії наук. Іноземний член AH СРСР (з 1934). З 1921 — професор теоретичної фізики Геттінгенського університету. 1933 року емігрував до Англії, де спочатку очолював кафедру теоретичної фізики в Кембриджському, а з 1936 року — в Единбурзькому університетах. Основні праці Борна присвячені динаміці кристалічних ґраток, квантовій механіці (Нобелівська премія, 1954), теорії будови атома і теорії відносності.

## Біографія
Народився в м. Бреслау (Королівство Пруссія) (зараз Вроцлав, Польща). Батько, Густав Борн, працював викладачем анатомії та займався дослідженнями з ембріології та механіки розвитку. Батьки померли ще до того, як Макс закінчив гімназію.
Перші роки в університеті Бреслау Макс Борн, окрім природничих наук (що стали основою його подальшої кар'єри), вивчає філософію та історію мистецтв. Два літніх семестри Макс проводить в університетах Гейдельберга та Цюриха (в останньому відвідує лекції видатного математика А. Гурвіца). Далі настає черга Геттінгенського університету — тодішньої «Мекки німецьких математиків» — де працювали «три пророки»: Фелікс Клейн, Давид Гільберт та Герман Мінковський. Невдовзі Гільберт запропонував Борну посаду свого приватного асистента, яка не оплачувалася, проте давала можливість «щоденно бачити та чути» видатного математика. Гільберт та Мінковський (які були дуже близькими друзями) запрошували Макса приєднатися до їхніх прогулянок місцевими лісами, під час яких «я вчився в них не тільки сучасній математиці, але й важливішим речам: критичному ставленню до традиційних державних та суспільних інститутів, яке зберіг на все життя».
В 1907 році Макс Борн отримав ступінь доктора, після чого рік відбув на військовій службі (кавалерійські війська в Берліні). Наступні шість місяців Макс провів у Кембриджі з метою більш глибоко вивчити фундаментальні проблеми фізики. Невдовзі після повернення в Бреслау Мінковський, у відповідь на надісланий Борном новий розв'язок задачі про обчислення власної електромагнітної маси електрона, запрошує Макса повернутися до Гетінгену. Через кілька тижнів (у січні 1909 року) Мінковський помер, проте робота Борна не залишилася непоміченою, і професор Фогт запропонував йому посаду приват-доцента.
Помер Макс Борн у Геттінгені й був похований на одному кладовищі з Вальтером Нернстом, Вільгельмом Вебером, Максом фон Лауе, Максом Планком та Давидом Гільбертом.

## Книги (видані в перекладі в СРСР)
- Борн М. Атомная физика. — М. : Мир, 1965. — 508 с.
- Борн М. Лекции по атомной механике. — Х.-К. : ГНТИ Украины, 1934. — 312 с.
- Борн М. Моя жизнь и взгляды. — М. : Прогресс, 1973. — 176 с.
- Борн М. Оптика. — Х.-К. : ГНТИ Украины, 1937. — 796 с.
- Борн М. Размышления и воспоминания физика. — М. : Наука, 1977. — 280 с.
- Борн М. Современная физика. — Л.-М. : ОНТИ, 1935. — 264 с.
- Борн М. Теория относительности Эйнштейна и ее физические основы. — Л.-М. : ОНТИ, 1938. — 268 с.
- Борн М. Физика в жизни моего поколения. — М. : ИЛ, 1963. — 536 с.
- Борн М. Эйнштейновская теория относительности. — М. : Мир, 1964. — 456 с.
- Борн М., Вольф Э. Основы оптики. — М. : Наука, 1970. — 720 с.
- Борн М., Гепперт-Майер М. Теория твердого тела. — Л.-М. : ОНТИ, 1938. — 268 с.
- Борн М., Хуан Кунь. Динамическая теория кристаллических решеток. — М. : ИЛ, 1958. — 488 с.